# Municipio de Augusta (Illinois)
El municipio de Augusta (en inglés: Augusta Township) es un municipio ubicado en el condado de Hancock en el estado estadounidense de Illinois. En el año 2010 tenía una población de 795 habitantes y una densidad poblacional de 8,09 personas por km².

## Geografía
El municipio de Augusta se encuentra ubicado en las coordenadas 40°14′10″N 90°58′8″O / 40.23611, -90.96889. Según la Oficina del Censo de los Estados Unidos, el municipio tiene una superficie total de 98.27 km², de la cual 98,13 km² corresponden a tierra firme y (0,14 %) 0,14 km² es agua.

## Demografía
Según el censo de 2010, había 795 personas residiendo en el municipio de Augusta. La densidad de población era de 8,09 hab./km². De los 795 habitantes, el municipio de Augusta estaba compuesto por el 99,25 % blancos, el 0,25 % eran amerindios, el 0,13 % eran de otras razas y el 0,38 % eran de una mezcla de razas. Del total de la población el 0,13 % eran hispanos o latinos de cualquier raza.